# Curling na zimních olympijských hrách
Curling byl zařazen již do programu I. Zimních olympijských her v roce 1924 v Chamonix. V únoru roku 2006, několik dní před zahájením zimních olympijských her 2006, Mezinárodní olympijský výbor (MOV) rozhodl, že curling v roce 1924 byl oficiálním sportem zimní olympiády a ne sportem ukázkovým, jak tvrdilo mnoho autorizovaných zdrojů (ačkoli MOV tak nikdy neučinil). V letech 1928 až 1992 se curling na olympijských hrách několikrát objevil jako ukázkový sport. Na olympijských hrách 1936 a 1964 byl na programu jako ukázkový sport tzv. německý curling (metaná na ledě), který však není považován za curling. Až na hrách 1998 v Naganu byl přidán do oficiálního programu.

## Přehled soutěží
• – oficiální soutěž, (u) – ukázková soutěž.
| Soutěž                    | Soutěž                    | 24 | 28 | 32  | 36 | 48 | 52 | 56 | 60 | 64 | 68 | 72 | 76 | 80 | 84 | 88  | 92  | 94 | 98 | 02 | 06 | 10 | 14 | 18 | 22 | 26 | Celkem |
| ------------------------- | ------------------------- | -- | -- | --- | -- | -- | -- | -- | -- | -- | -- | -- | -- | -- | -- | --- | --- | -- | -- | -- | -- | -- | -- | -- | -- | -- | ------ |
| muži                      | turnaj                    | •  |    | (u) |    |    |    |    |    |    |    |    |    |    |    | (u) | (u) |    | •  | •  | •  | •  | •  | •  | •  | •  | 9      |
| ženy                      | turnaj                    |    |    |     |    |    |    |    |    |    |    |    |    |    |    | (u) | (u) |    | •  | •  | •  | •  | •  | •  | •  | •  | 8      |
| smíšené                   | dvojice                   |    |    |     |    |    |    |    |    |    |    |    |    |    |    |     |     |    |    |    |    |    |    | •  | •  | •  | 3      |
|                           |                           |    |    |     |    |    |    |    |    |    |    |    |    |    |    |     |     |    |    |    |    |    |    |    |    |    |        |
| Počet oficiálních soutěží | Počet oficiálních soutěží | 1  |    | 0   |    |    |    |    |    |    |    |    |    |    |    | 0   | 0   |    | 2  | 2  | 2  | 2  | 2  | 3  | 3  | 3  | 20     |

## Turnaj mužů

### Přehled medailistů
| Rok                     | Zlato                        | Stříbro              | Bronz                        |
| ----------------------- | ---------------------------- | -------------------- | ---------------------------- |
| ZOH 1924 Chamonix       | Velká Británie (GBR)         | Švédsko (SWE)        | Francie (FRA)                |
| ZOH 1998 Nagano         | Švýcarsko (SUI)              | Kanada (CAN)         | Norsko (NOR)                 |
| ZOH 2002 Salt Lake City | Norsko (NOR)                 | Kanada (CAN)         | Švýcarsko (SUI)              |
| ZOH 2006 Turín          | Kanada (CAN)                 | Finsko (FIN)         | Spojené státy americké (USA) |
| ZOH 2010 Vancouver      | Kanada (CAN)                 | Norsko (NOR)         | Švýcarsko (SUI)              |
| ZOH 2014 Soči           | Kanada (CAN)                 | Velká Británie (GBR) | Švédsko (SWE)                |
| ZOH 2018 Pchjongčchang  | Spojené státy americké (USA) | Švédsko (SWE)        | Švýcarsko (SUI)              |
| ZOH 2022 Peking         | Švédsko (SWE)                | Velká Británie (GBR) | Kanada (CAN)                 |

- V letech 1932, 1988 a 1992 byl na programu jako ukázkový sport.

### Medailové pořadí zemí
Aktualizace po Zimních olympijských hrách 2022.
| Pořadí | Země                         | Zlato | Stříbro | Bronz | Celkem |
| ------ | ---------------------------- | ----- | ------- | ----- | ------ |
| 1.     | Kanada (CAN)                 | 3     | 2       | 1     | 6      |
| 2.     | Švédsko (SWE)                | 1     | 2       | 1     | 4      |
| 3.     | Velká Británie (GBR)         | 1     | 2       | 0     | 3      |
| 4.     | Norsko (NOR)                 | 1     | 1       | 1     | 3      |
| 5.     | Švýcarsko (SUI)              | 1     | 0       | 3     | 4      |
| 6.     | Spojené státy americké (USA) | 1     | 0       | 1     | 2      |
| 7.     | Finsko (FIN)                 | 0     | 1       | 0     | 1      |
| 8.     | Francie (FRA)                | 0     | 0       | 1     | 1      |
| Celkem | Celkem                       | 8     | 8       | 8     | 24     |

### Účast jednotlivých zemí
| Země                   | 24 | 98 | 02 | 06 | 10 | 14 | 18 | 22 | Celkem |
| ---------------------- | -- | -- | -- | -- | -- | -- | -- | -- | ------ |
| Čína                   | –  | –  | –  | –  | 8  | 4  | –  | 5  | 3      |
| Dánsko                 | –  | –  | 7  | –  | 9  | 6  | 10 | 10 | 4      |
| Finsko                 | –  | –  | 5  | 2  | –  | –  | –  | –  | 2      |
| Francie                | 3  | –  | 10 | –  | 7  | –  | –  | –  | 3      |
| Itálie                 | –  | –  | –  | 7  | –  | –  | 9  | 9  | 3      |
| Japonsko               | –  | 6  | –  | –  | –  | –  | 8  | –  | 2      |
| Jižní Korea            | –  | –  | –  | –  | –  | –  | 7  | –  | 1      |
| Kanada                 | –  | 2  | 2  | 1  | 1  | 1  | 4  | 3  | 7      |
| Německo                | –  | 8  | 6  | 8  | 6  | 10 | –  | –  | 5      |
| Norsko                 | –  | 3  | 1  | 5  | 2  | 5  | 6  | 6  | 7      |
| Nový Zéland            | –  | –  | –  | 10 | –  | –  | –  | –  | 1      |
| Sportovci ROV          | –  | –  | –  | –  | –  | –  | –  | 8  | 1      |
| Rusko                  | –  | –  | –  | –  | –  | 7  | –  | –  | 1      |
| Švédsko                | 2  | 5  | 4  | 9  | 4  | 3  | 2  | 1  | 8      |
| Švýcarsko              | –  | 1  | 3  | 6  | 3  | 8  | 3  | 7  | 7      |
| Spojené státy americké | –  | 4  | 9  | 3  | 10 | 9  | 1  | 4  | 7      |
| Velká Británie         | 1  | 7  | 8  | 4  | 5  | 2  | 5  | 2  | 8      |

- Švédsko mělo na ZOH 1924 v soutěži 2 týmy.

## Turnaj žen

### Přehled medailistů
| Rok                     | Zlato                | Stříbro           | Bronz                |
| ----------------------- | -------------------- | ----------------- | -------------------- |
| ZOH 1998 Nagano         | Kanada (CAN)         | Dánsko (DEN)      | Švédsko (SWE)        |
| ZOH 2002 Salt Lake City | Velká Británie (GBR) | Švýcarsko (SUI)   | Kanada (CAN)         |
| ZOH 2006 Turín          | Švédsko (SWE)        | Švýcarsko (SUI)   | Kanada (CAN)         |
| ZOH 2010 Vancouver      | Švédsko (SWE)        | Kanada (CAN)      | Čína (CHN)           |
| ZOH 2014 Soči           | Kanada (CAN)         | Švédsko (SWE)     | Velká Británie (GBR) |
| ZOH 2018 Pchjongčchang  | Švédsko (SWE)        | Jižní Korea (KOR) | Japonsko (JPN)       |
| ZOH 2022 Peking         | Velká Británie (GBR) | Japonsko (JPN)    | Švédsko (SWE)        |

- V letech 1988 a 1992 byl na programu jako ukázkový sport.

### Medailové pořadí zemí
Aktualizace po Zimních olympijských hrách 2022.
| Pořadí | Země                 | Zlato | Stříbro | Bronz | Celkem |
| ------ | -------------------- | ----- | ------- | ----- | ------ |
| 1.     | Švédsko (SWE)        | 3     | 1       | 2     | 6      |
| 2.     | Kanada (CAN)         | 2     | 1       | 2     | 5      |
| 3.     | Velká Británie (GBR) | 2     | 0       | 1     | 3      |
| 4.     | Švýcarsko (SUI)      | 0     | 2       | 0     | 2      |
| 5.     | Japonsko (JPN)       | 0     | 1       | 1     | 2      |
| 6.     | Dánsko (DEN)         | 0     | 1       | 0     | 1      |
| 7.     | Jižní Korea (KOR)    | 0     | 1       | 0     | 1      |
| 8.     | Čína (CHN)           | 0     | 0       | 1     | 1      |
| Celkem | Celkem               | 7     | 7       | 7     | 21     |

### Účast jednotlivých zemí
| Země                         | 98 | 02 | 06 | 10 | 14 | 18 | 22 | Celkem |
| ---------------------------- | -- | -- | -- | -- | -- | -- | -- | ------ |
| Čína                         | –  | –  | –  | 3  | 7  | 5  | 7  | 4      |
| Dánsko                       | 2  | 9  | 9  | 5  | 6  | 10 | 9  | 7      |
| Itálie                       | –  | –  | 10 | –  | –  | –  | –  | 1      |
| Japonsko                     | 6  | 8  | 7  | 8  | 5  | 3  | 2  | 7      |
| Jižní Korea                  | –  | –  | –  | –  | 8  | 2  | 8  | 3      |
| Kanada                       | 1  | 3  | 3  | 2  | 1  | 6  | 5  | 7      |
| Německo                      | 8  | 5  | –  | 6  | –  | –  | –  | 3      |
| Norsko                       | 5  | 7  | 4  | –  | –  | –  | –  | 3      |
| Olympijští sportovci z Ruska | –  | –  | –  | –  | –  | 9  | –  | 1      |
| Sportovci ROV                | –  | –  | –  | –  | –  | –  | 10 | 1      |
| Rusko                        | –  | 10 | 6  | 9  | 9  | –  | –  | 4      |
| Švédsko                      | 3  | 6  | 1  | 1  | 2  | 1  | 3  | 7      |
| Švýcarsko                    | –  | 2  | 2  | 4  | 4  | 7  | 4  | 6      |
| Spojené státy americké       | 7  | 4  | 8  | 10 | 10 | 8  | 6  | 7      |
| Velká Británie               | 4  | 1  | 5  | 7  | 3  | 4  | 1  | 7      |

## Turnaj smíšených dvojic

### Přehled medailistů
| Rok                    | Zlato        | Stříbro         | Bronz         |
| ---------------------- | ------------ | --------------- | ------------- |
| ZOH 2018 Pchjongčchang | Kanada (CAN) | Švýcarsko (SUI) | Norsko (NOR)  |
| ZOH 2022 Peking        | Itálie (ITA) | Norsko (NOR)    | Švédsko (SWE) |

### Medailové pořadí zemí
Aktualizace po Zimních olympijských hrách 2022.
| Pořadí | Země            | Zlato | Stříbro | Bronz | Celkem |
| ------ | --------------- | ----- | ------- | ----- | ------ |
| 1.     | Kanada (CAN)    | 1     | 0       | 0     | 1      |
| 2.     | Itálie (ITA)    | 1     | 0       | 0     | 1      |
| 3.     | Norsko (NOR)    | 0     | 1       | 1     | 2      |
| 4.     | Švýcarsko (SUI) | 0     | 1       | 0     | 1      |
| 5.     | Švédsko (SWE)   | 0     | 0       | 1     | 1      |
| Celkem | Celkem          | 2     | 2       | 2     | 6      |

### Účast jednotlivých zemí
| Země                         | 18  | 22 | Celkem |
| ---------------------------- | --- | -- | ------ |
| Austrálie                    | –   | 10 | 1      |
| Česko                        | –   | 6  | 1      |
| Čína                         | 4   | 9  | 2      |
| Finsko                       | 7   | –  | 1      |
| Itálie                       | –   | 1  | 1      |
| Jižní Korea                  | 5   | –  | 1      |
| Kanada                       | 1   | 5  | 2      |
| Norsko                       | 3   | 2  | 2      |
| Olympijští sportovci z Ruska | DQS | –  | 1      |
| Švédsko                      | –   | 3  | 1      |
| Švýcarsko                    | 2   | 7  | 2      |
| Spojené státy americké       | 6   | 8  | 2      |
| Velká Británie               | –   | 4  | 1      |

## Celkové medailové pořadí zemí
Aktualizace po Zimních olympijských hrách 2022.
| Pořadí | Země                         | Zlato | Stříbro | Bronz | Celkem |
| ------ | ---------------------------- | ----- | ------- | ----- | ------ |
| 1.     | Kanada (CAN)                 | 6     | 3       | 3     | 12     |
| 2.     | Švédsko (SWE)                | 4     | 3       | 4     | 11     |
| 3.     | Velká Británie (GBR)         | 3     | 2       | 1     | 6      |
| 4.     | Švýcarsko (SUI)              | 1     | 3       | 3     | 7      |
| 5.     | Norsko (NOR)                 | 1     | 2       | 2     | 5      |
| 6.     | Spojené státy americké (USA) | 1     | 0       | 1     | 2      |
| 7.     | Itálie (ITA)                 | 1     | 0       | 0     | 1      |
| 8.     | Japonsko (JPN)               | 0     | 1       | 1     | 2      |
| 9.     | Dánsko (DEN)                 | 0     | 1       | 0     | 1      |
| 9.     | Finsko (FIN)                 | 0     | 1       | 0     | 1      |
| 9.     | Jižní Korea (KOR)            | 0     | 1       | 0     | 1      |
| 12.    | Čína (CHN)                   | 0     | 0       | 1     | 1      |
| 12.    | Francie (FRA)                | 0     | 0       | 1     | 1      |
| Celkem | Celkem                       | 17    | 17      | 17    | 51     |